# 肘頭滑液包炎
肘頭滑液包炎（ちゅうとうかつえきほうえん）は、 肘頭の先端の腫れ、発赤、痛みを特徴とする状態のことである。根本的な原因が感染によるものである場合は、発熱を生じる可能性がある。状態は比較的一般的であり、滑液包炎の一種であり最も頻繁にみられる種類である。
通常、肘への圧力や外傷、感染症、関節リウマチや痛風などの特定の病状などの結果として発症する。肘頭滑液包炎は、配管、鉱業、園芸、整備工などの特定の職種に関連している。根本的な機序は、肘頭と皮膚の間の液体で満たされた滑巻胞の炎症によるものである。診断は通常、症状に基づく。 
治療は、さらなる外傷の回避、圧迫包帯、非ステロイド性抗炎症薬（NSAID）である。感染の懸念がある場合は、液体を排出して検査する必要があり、通常は抗生物質が推奨される。ステロイド注射の使用は物議を醸す。他の方法で効果がない場合は、手術を行う場合がある。 